# Pejrene
Pejrene - źródło w Koryncie wypływające ze skały Akrokoryntu. Wody tego źródła, słynne ze swej czystości i właściwości leczniczych, doprowadzone były do marmurowego basenu, z którego czerpali mieszkańcy Koryntu.
Według mitu, Bellerofont schwytał Pegaza przy Pejrene.